# Neve Electronics

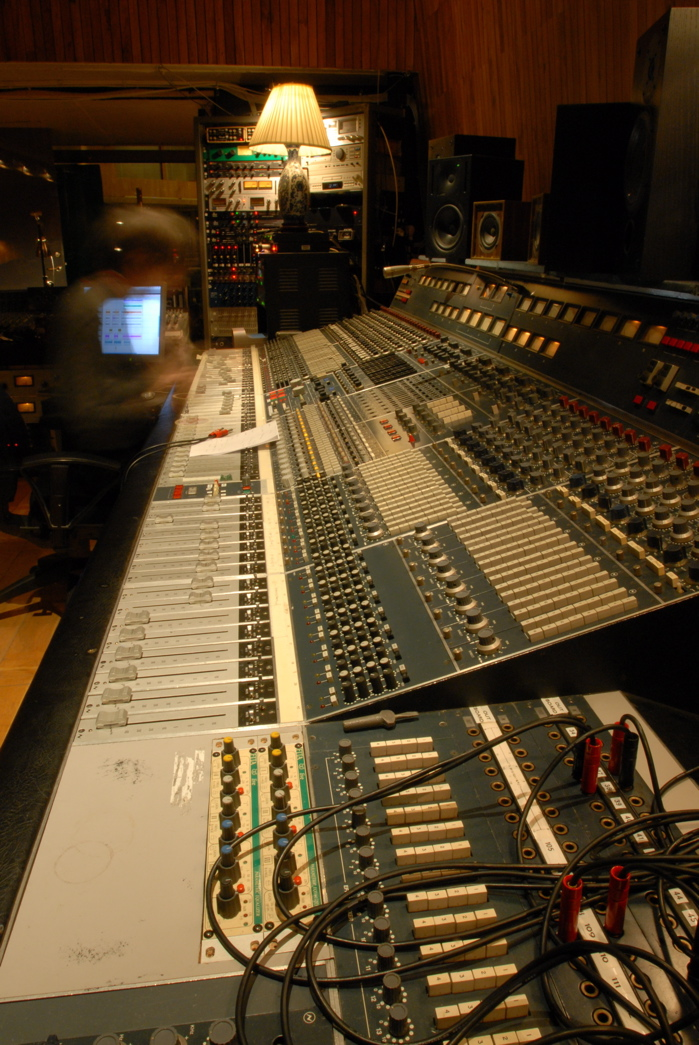
Neve 8048

Neve Electronics — компания по производству записывающей аудиоаппаратуры и микшерных пультов. Основана в 1961 году английским инженером Рупертом Нивом.

## История

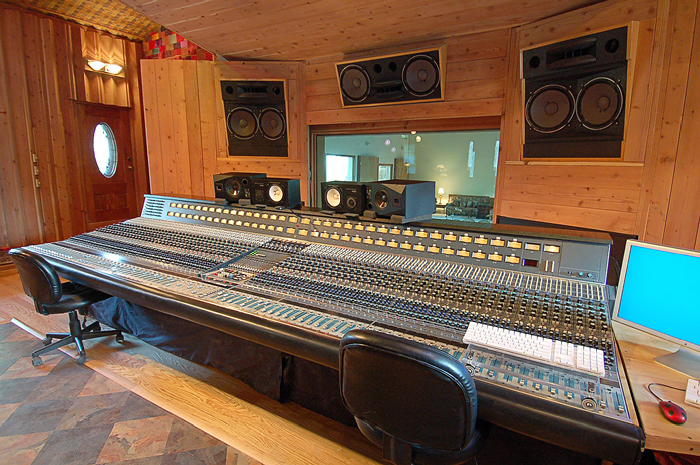
Neve 8088

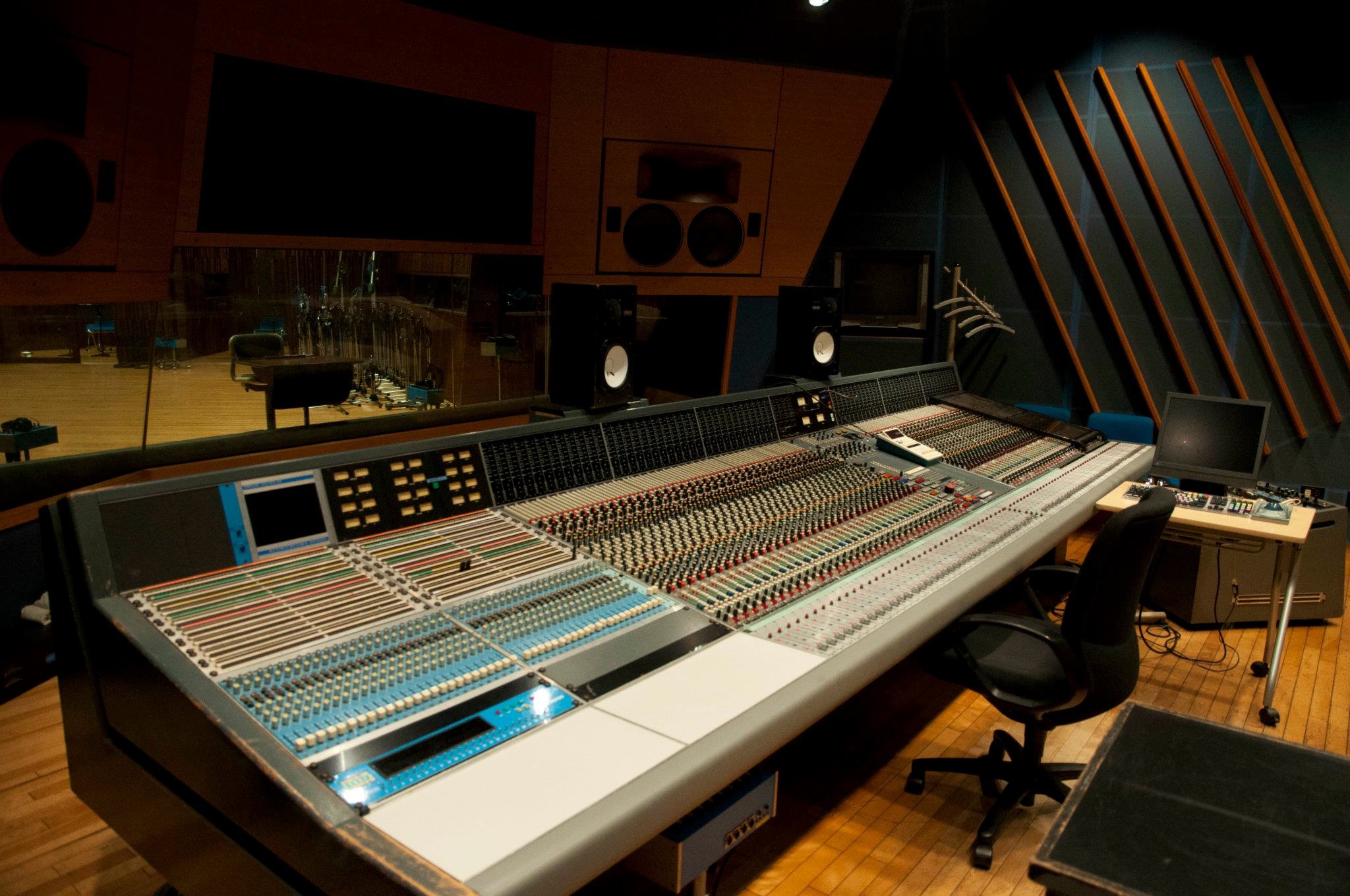
Neve VR-72 с Flying Faders

### Ранние годы
Руперт Нив основал компанию в 1961 году в Харлоу. Компания специализировалась на производстве профессионального аудиооборудования и микшерных пультов. В продукции использовались высококачественные компоненты и схемы электронных усилителей класса А. В 1964 году компания переехала в Литл-Шелфорд. В это время компания создала один из первых транзисторных микшерских пультов для студии Philips Records в Лондоне. С целью постройки фабрики Neve Electronics переехала в деревню Мелборн, недалеко от Кембриджа, где в 1968 году был спроектирован компрессор-лимитер Neve 2254 по заказу британской телекомпании ABC Weekend Television. В 1968 году Neve Electronics начала распространять свою продукцию в Северной Америке. Vanguard Records из Нью-Йорка стала первой американской студией звукозаписи, обладателем пульта Neve, в октябре 1968 года.

### 1970-е
В 1970 году Руперт Нив разработал модуль 1073 для нового микшерного пульта A88, создаваемого для студии звукозаписи Wessex Sound Studios. В течение 1970-х Neve Electronics производила целую серию микшерных пультов для звукозаписывающих и вещательных студий. В 1973 году был выпущен микшерный пульт 8048, который содержал новейший микрофонный предусилитель и эквалайзер 1081. В этом же году Руперт Нив продал Neve Electronics компании Bonochord Group. Он продолжал работать совместно с Neve Electronics до 1975 года, когда покинул её совсем. В 1977 году Neve Electronics начала использовать цифровую обработку сигналов и выпустила систему Necam (сокр. от NEve Computer Assisted Mixdown, Компьютеризированное микширование Neve). Первая система Necam была установлена в Air Studios (англ.) в Лондоне. В 1979 году был выпущен пульт 8108, в котором использовались как аналоговая, так и цифровая обработка звука. Пульт обладал значительным количеством элементов управления и фейдеров смешивания памяти ???.

### Слияние с AMS
В восьмидесятых у Neve Electronics возникли финансовые затруднения. Это произошло частично из-за огромных капиталовложений в научно-исследовательские работы по созданию DSP-пультов и системы Necam. Другим продуктом, на который были направлены исследовательские усилия компании, была система маршрутизации с цифровым управлением; было продано очень немного экземпляров. В 1985 году Neve Electronics была куплена компанией Siemens, которая в 1992 году объединила её с ещё одной недавно приобретенной компанией, Advanced Music Systems, вследствие чего образовалась AMS Neve, существующая до сих пор.

## Известные продукты
- Микшерный пульт Neve 8028, «один из пяти в мире»[4], «24-канальный, 16-шинный, 24-мониторный 8028 с эквалайзерами модели 1073 или 1084 и без автоматизации»[5]
- Микшерный пульт Neve 8078
- Компрессор/лимитер Neve 2254
- Микрофонный/линейный предусилитель и эквалайзер Neve 1084

### Пультовой модуль Neve 1073

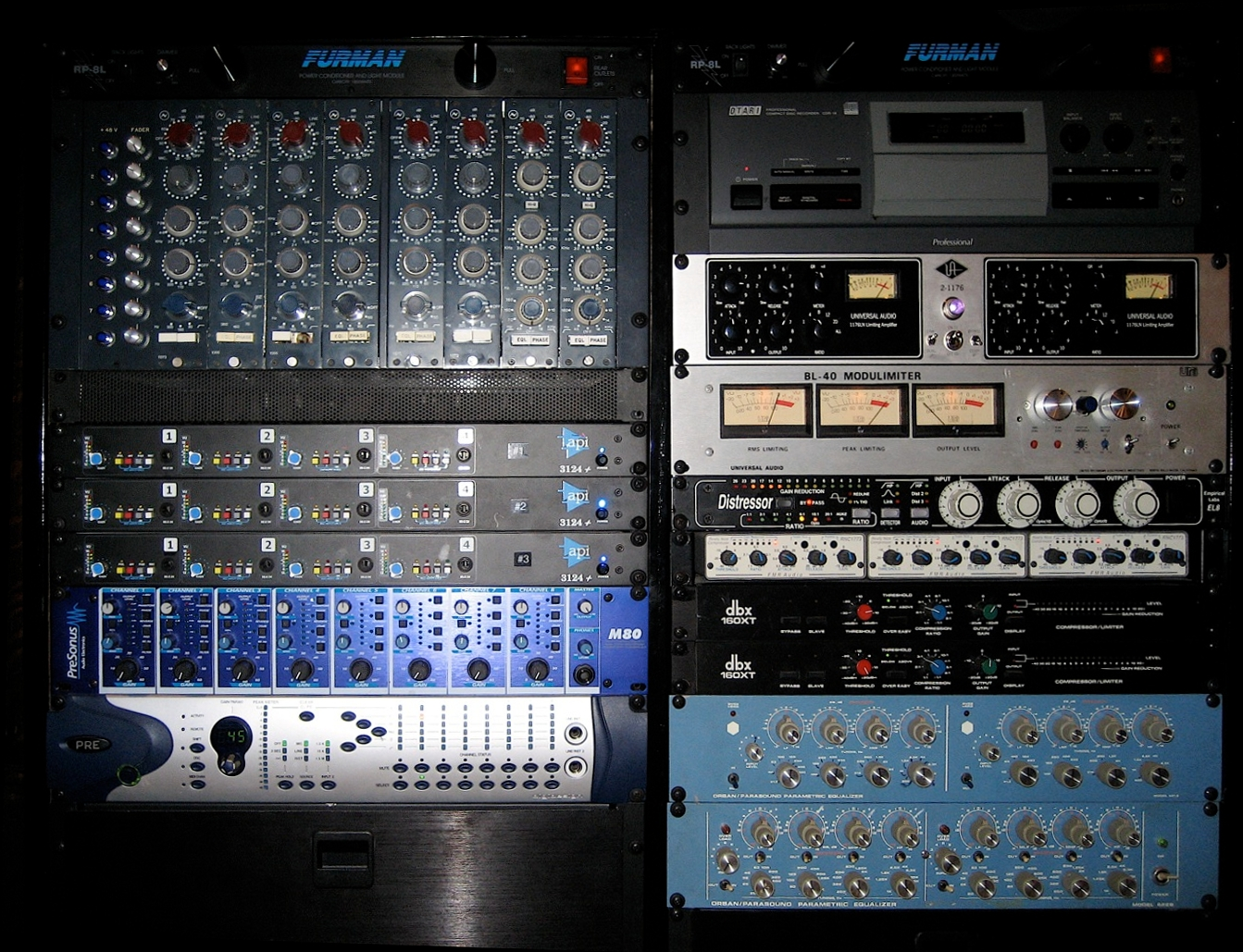
Модуль 1073 (8 штук) слева второй сверху

Модуль 1073 является микрофонным/линейным предусилителем класса А с трёхдиапазонным эквалайзером. Эквалайзер имеет фиксированный 12 кГц диапазон высоких частот с возможностью переключения на нижний и средний диапазоны с элементами управления ослаблением и усилением сигнала. Также есть пассивный фильтр высоких частот третьего порядка (18дБ/октава). В переднюю панель модуля также встроены два переключателя: для обхода эквалайзера и для переключения полярности фазы. Модуль 1073 был создан для работы в составе микшерных пультов Neve 80-й серии. Никогда не планировалось его самостоятельное использование. В течение последних 30 лет модуль 1073 использовался при записи несчётного количества хитов в различных музыкальных жанрах от рока, рэпа и хип-хопа до классической музыки. Эквалайзер модуля 1073 является очень удобным и ему отдают предпочтения многие звукоинженеры при записи и микшировании.

### Компрессор-лимитер Neve 33609
Компрессор-лимитер Neve 33609 предназначен для целей звукозаписи и вещания. Монтируется в 19-дюймовую стойку. Может работать в режиме стерео и в многоканальном режиме. Компрессор обрабатывает аудиосигнал до выходного усилителя, а значит выходной уровень может быть повышен после компрессии сигнала. Отдельными ручками можно регулировать время атаки и время спада. Также есть возможность обхода цепей этого эффекта. На момент выпуска были доступны и другие конфигурации. Компрессор-лимитер Neve 33609 был модернизирован компанией AMS Neve и переименован в стереокомпрессор 33609JD.

## Хронология
- 1961 — компания располагается в Харлоу.
- 1964 — переезд в Литл-Шелфорд.
- 1966 — 1 декабря создана группа компаний Neve Group для управления бизнесом Руперта Нива.
- 1966 — создание пультов для телевизионного центра в Мадриде.
- 1969 — первые пульты для звукового вещания для телеканалов ABC и Granada TV.
- 1969 — первые пульты для США: студии Sound City в Ван-Найсе и Vanguard Records в Нью-Йорке. Первые 16-дорожечные пульты.
- 1970 — первый пульт для AIR Studios, первый пульт для студии Lime Grove Studios телеканала Би-би-си, стандартная модель 8008 24/8 ценой £15 000 фунтов стерлингов.
- 1970 — в апреле сформирована Rupert Neve Incorporated (USA).
- 1970 — 10 сентября образована Rupert Neve Canada, компания по продажам.
- 1975 — Руперта Нив покидает компанию с условием не заниматься производством аналогичной аудиоаппаратуры в течение последующих 10 лет, то есть до 1985 года.
- 1977 — выпущены 8058 и 8068 Mark 1, 5312, 5315
- 1978 — 1 апреля «Rupert Neve and Company Ltd» преобразуется в «Neve Electronics International».
- 1978 — создан департамент по разработке цифровой аппаратуры.
- 1985 — Neve получает контроль над группой компаний FAF group в конце года.
- 1992 — компания объединяется с компанией AMS, оставшийся персонал переводится в Бернли или в офис продаж в Лондоне. Теперь компания носит название AMS Neve.
- 2005 — AMS Neve куплена компанией SAE Institute.
- 2010 — SAE Institute продаёт AMS Neve обратно Марку Крэбтри, создателю AMS.